# Sarcoptiformes
Sarcoptiformes är en ordning av spindeldjur. Sarcoptiformes ingår i klassen spindeldjur, fylumet leddjur och riket djur. Enligt Catalogue of Life omfattar ordningen Sarcoptiformes 9165 arter. 

## Dottertaxa till Sarcoptiformes, i alfabetisk ordning[1]
- Acaronychoidea
- Achipterioidea
- Amerobelboidea
- Ameronothroidea
- Atopochthonioidea
- Brachychthonioidea
- Carabodoidea
- Cepheoidea
- Ceratozetoidea
- Charassobatoidea
- Cosmochthonioidea
- Crotonioidea
- Cymbaeremaeoidea
- Damaeoidea
- Epilohmannioidea
- Eremaeoidea
- Eremelloidea
- Eulohmannioidea
- Euphthiracaroidea
- Galumnoidea
- Gustavioidea
- Gymnodamaeoidea
- Hermannielloidea
- Hermannioidea
- Hyadesidae
- Hydrozetoidea
- Hypochthonioidea
- Licneremaeoidea
- Limnozetoidea
- Liodidae
- Lohmannioidea
- Mesoplophoroidea
- Microzetoidea
- Nanhermannioidea
- Nehypochthonioidea
- Neoliodoidea
- Oppioidea
- Oribatelloidea
- Oripodoidea
- Otocepheoidea
- Palaeacaroidea
- Parhypochthonioidea
- Perlohmannioidea
- Phenopelopoidea
- Phthiracaroidea
- Plateremaeoidea
- Polypterozetoidea
- Protoplophoroidea
- Tectocepheoidea
- Trizetoidea
- Unduloribatoidea
- Zetomotrichoidea
- Zetorchestoidea